# Dylągowa
Dylągowa is een plaats in het Poolse district  Rzeszowski, woiwodschap Subkarpaten. De plaats maakt deel uit van de gemeente Dynów en telt 670 inwoners.